# Elizaveta Svilova
Yelizaveta Ignatevna Svilova (Cirílico: Елизаве́та Игна́тьевна Сви́лова), 5 de Setembro 1900, Moscou – 11 Novembro 1975, Moscou). Foi uma cineasta e montadora russa. Ao longo da vida trabalhou com o marido, Dziga Vertov. Ela é mais conhecida como editor supervisora do Tchelovek s kinoapparatom e aparece no filme. Ela fazia parte do "Conselho dos Três", com seu marido e cunhado, o cineasta Mikhail Kaufman. Juntos eles proclamaram uma "sentença de morte" no cinema que veio antes, falhando em misturar a "matéria estranha" de teatro e literatura. Ela cobriu a abertura do campo de extermínio de Auschwitz na Polônia pelo Exército Vermelho em de janeiro de 1945. Ela filmou um documentário, com as reconstituições, intitulado "Auschwitz", parte de uma exposição intitulada "Filmando a Guerra, os soviéticos e o Holocausto (1941-1946)" em Paris Memorial de la Shoah.